# Eleições gerais na Espanha em 2004
As eleições gerais na Espanha em 2004 foram realizadas no domingo, 14 de março de 2004, para eleger as 8.ª Cortes Gerais do Reino da Espanha. Todas as 350 cadeiras no Congresso dos Deputados foram eleitas, assim como 208 das 259 cadeiras no Senado.
Depois de uma legislatura marcada, em particular, pela participação da Espanha na guerra do Iraque, o Presidente do Governo José María Aznar, no poder desde 1996, respeitou o seu compromisso de não se candidatar a um terceiro mandato. O Partido Popular (PP), que ele preside, nomeou Mariano Rajoy, Ministro da Presidência, como seu sucessor. Seu oponente de maior destaque é o secretário-geral do Partido Socialista Operário Espanhol (PSOE), José Luis Rodríguez Zapatero, eleito para este cargo em 2000, com uma estreita liderança sobre o candidato do Partido Socialista, José Bono.
O resultado eleitoral foi fortemente influenciado pelas consequências dos atentados de 11 de março de 2004 em Madrid, que acarretaram na suspensão das campanhas eleitorais por parte de todos os partidos. Durante os dois dias seguintes aos ataques, o governo do Partido Popular (PP) culpou reiteradamente a organização terrorista ETA pelos atentados, apesar das evidências crescentes sugerirem o envolvimento de grupos islâmicos. O governo foi acusado de desinformação, já que um ataque islâmico teria sido percebido como resultado direto do envolvimento da Espanha na Guerra do Iraque, que foi altamente impopular entre o público.
O resultado da eleição foi descrito por alguns meios de comunicação como uma "reviravolta eleitoral sem precedentes". O abuso percebido da maioria absoluta do PP durante toda a legislatura, com foco no envolvimento da Espanha no Iraque, teria ajudado a alimentar uma onda de descontentamento contra o partido governante em exercício, com a má gestão do governo sobre os atentados servindo como catalisador final para a sua derrota. Com 11 milhões de votos (42,6%), o Partido Socialista Operário Espanhol (PSOE) teve 3,1 milhões a mais do que o resultado das eleições de 2000, garantindo 164 assentos no parlamento - um ganho líquido de 39. Em contraste, o PP, que as pesquisas de opinião previram no início daquele ano uma vitória pequena, mas ainda mantendo-se na liderança, perdeu 35 cadeiras e 7 pontos percentuais, resultando na pior derrota para um governo em exercício na Espanha até então, desde a eleição de 1982. A participação de 75,7% do eleitorado foi uma das mais altas desde a transição espanhola para a democracia, sem que as futuras eleições gerais tenham superado tal número. O número de votos válidos, de 26,1 milhões de votos, continua sendo o valor mais alto em termos brutos para qualquer eleição geral espanhola até as eleições gerais na Espanha em abril de 2019.
No dia seguinte à eleição, o líder do PSOE, José Luis Rodríguez Zapatero, anunciou sua vontade de formar um governo minoritário do PSOE, apoiado por outros partidos em regime de confiança. Dois partidos menores de esquerda, a Esquerda Republicana da Catalunha (ERC) e a Esquerda Unida (IU), anunciaram imediatamente sua intenção de apoiar um governo de Zapatero. Em 16 de abril de 2004, Zapatero foi eleito como novo primeiro-ministro por uma maioria absoluta no novo Congresso, com 183 dos 350 membros votando nele, sendo empossado no dia seguinte.

## Antecedentes

### Maioria absoluta do Partido Popular
Nas eleições gerais de 12 de março de 2000, o Partido Popular (PP) liderado pelo Presidente do Governo José María Aznar, no poder desde 1996, ganhou mais de 44% dos votos válidos e 183 deputados de 350, ou seja, a maioria absoluta das cadeiras no Congresso dos Deputados, a primeira vez para um partido de centro-direita. Enquanto a abstenção progredia devido a uma desmobilização de eleitores de centro-esquerda, o Partido Socialista Operário Espanhol (PSOE) do ex-ministro Joaquín Almunia alcançou na época seu pior resultado desde 1977, enquanto a Esquerda Unida (IU) de Francisco Frutos perdeu mais da metade de seus votos.
Na abertura da VII Legislatura das Cortes Gerais, em 5 de abril, o PP e o PSOE acordaram a formação das presidências das assembleias. Luisa Fernanda Rudi foi, assim, eleita Presidente do Congresso dos Deputados por 329 votos, o segundo melhor resultado desde 1977, e Esperanza Aguirre foi reeleita Presidente do Senado com 223 votos.
José María Aznar foi nomeado, em 12 de abril, pelo rei João Carlos I, como candidato à presidência do governo, e foi empossado pelo Congresso em 27 de abril por 202 votos a favor, recebendo o apoio da Convergência e União (CiU) e da Coligação Canária (CC). Ele formou seu segundo governo no dia seguinte, empossando 16 ministros, dos quais apenas três foram reconduzidos a seus cargos, incluindo o ministro da Economia, Rodrigo Rato. Além disso, o então Ministro da Indústria, Josep Piqué, foi nomeado ministro das Relações Exteriores; e o então ministro da Educação, Mariano Rajoy, tornou-se primeiro vice-presidente do Governo e também ministro da Presidência.

### Mudança de liderança no Partido Socialista
Na mesma noite de sua derrota eleitoral, Joaquín Almunia decidiu entregar sua demissão imediata e irrevogável da Secretaria Geral do PSOE. Dez dias após as eleições, o Comitê Federal do Partido Socialista criou uma liderança provisória de 15 membros, chefiada pelo presidente da Junta da Andaluzia, Manuel Chaves. Em preparação ao XXXV Congresso Federal do partido, quatro candidatos concorreram à Secretaria Geral: o presidente da Junta das Comunidades de Castela-Mancha, José Bono; os deputados José Luis Rodríguez Zapatero e Matilde Fernández; e a deputada europeia Rosa Díez. Embora apoiado pelo aparato do partido, notadamente pela poderosa federação andaluza (PSOE-A), Bono foi derrotado por nove votos por Zapatero, que se beneficiou das manobras do ex-número dois Alfonso Guerra, que desviou parte dos votos destinados a seu candidato, Fernández, em favor do vencedor. Após esta estreita vitória, o novo secretário geral ganhou o total apoio de seu principal rival, e a liderança que formou conquistou a confiança de mais de 90% dos delegados do congresso.
Em 23 de maio de 2002, a União Geral dos Trabalhadores (UGT) e as Comissões Operárias (CCOO) anunciaram que estavam convocando uma greve geral - a sétima desde o retorno à democracia, mas a primeira desde que Aznar chegou ao poder - para protestar contra a decisão do governo de reformar o sistema de seguro-desemprego. Em resposta, o Presidente do Governo determinou a adoção da reforma, no dia seguinte, por meio de decreto-lei. Na noite de 20 de junho, os sindicatos alegaram que mais de 80% da população trabalhadora havia aderido à greve, enquanto o poder executivo se referiu a um número de 17%, considerando ainda que nada de especial havia acontecido naquele dia. O Presidente do Governo anunciou em 9 de julho uma remodelação ministerial na qual substituiu o Ministro do Trabalho, Juan Carlos Aparicio, pelo presidente da Generalidade Valenciana, Eduardo Zaplana.
No início de 2003, José María Aznar, junto com outros sete líderes europeus, alinhou-se com o propósito de George W. Bush de iniciar a guerra no Iraque. Mais de 90% dos espanhóis declararam sua oposição ao conflito e a participação de seu país no mesmo, e grandes manifestações contrárias reuniram mais de um milhão de pessoas em Madri, Barcelona, Sevilha, A Coruña e Oviedo, em 15 de fevereiro. Em 4 de março, o Congresso dos Deputados aprovou, somente com a maioria absoluta dos votos do PP, a resolução parlamentar consentindo com a posição de apoio do governo espanhol aos Estados Unidos, e rejeitou a resolução da oposição exigindo novas inspeções internacionais do arsenal militar do Iraque. Uma nova manifestação contrária foi organizada em Madrid, e reuniu entre 20.000 e 1 milhão de pessoas no dia 22 de março.

### Sucessão de José María Aznar
Após uma promessa feita em 9 de junho de 1994, José María Aznar reafirmou, no final de agosto de 2003, que não seria candidato a reeleição nas eleições gerais vindouras e que pretendia apontar um candidato para seu sucessor. Os três secretários-gerais adjuntos Jaime Mayor Oreja, Mariano Rajoy e Rodrigo Rato eram, naquele momento, os favoritos para substituí-lo. Ele finalmente apontou Rajoy, então primeiro vice-presidente do governo, ministro da Presidência e porta-voz do governo, como seu sucessor. Este foi investido como secretário geral do Partido Popular, e escolhido candidato à presidência do governo pelo partido, em 2 de setembro, quase por unanimidade. Como resultado, o Presidente do Governo organizou uma remodelação do gabinete, em 4 de setembro, para redistribuir as funções de Rajoy: Rodrigo Rato tornou-se assim Primeiro Vice-Presidente, Javier Arenas foi nomeado Segundo Vice-Presidente e Ministro da Presidência, e Eduardo Zaplana foi nomeado Porta-voz do Governo.

## Processo eleitoral

### Para o Congresso dos Deputados

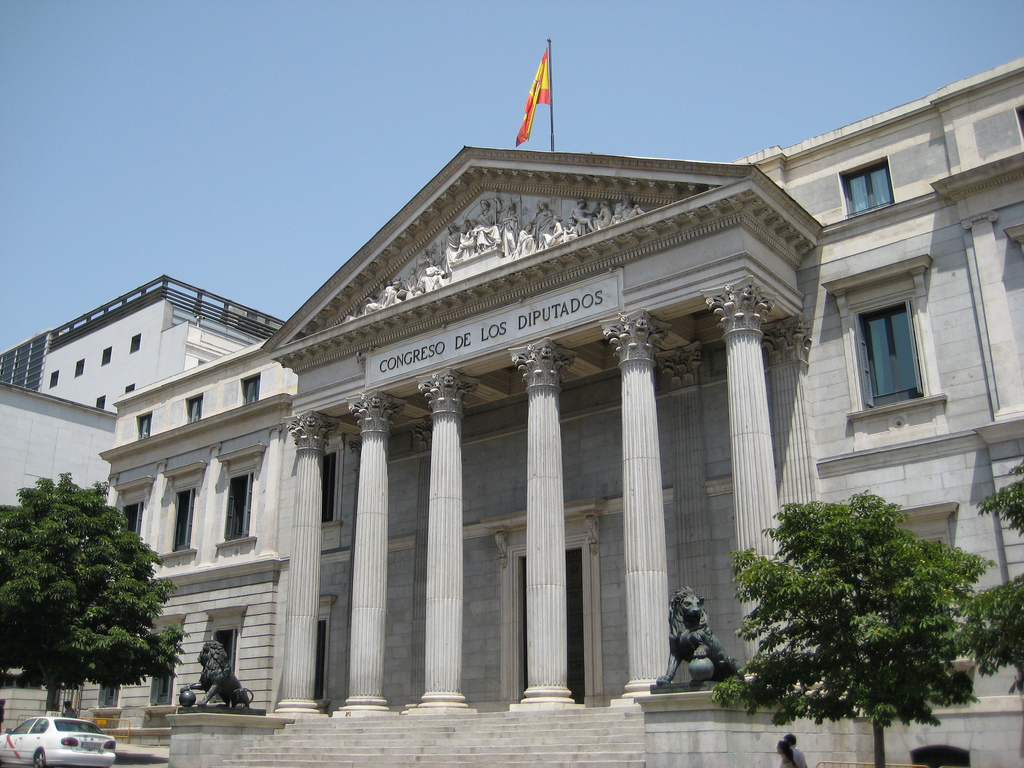
Palácio das Cortes, sede do Congresso de Deputados.

O Congresso dos Deputados é composto por 350 assentos, preenchidos por representação proporcional em 52 circunscrições, correspondentes às 50 províncias do país e às cidades autônomas de Ceuta e Melilla. O número de deputados a elas atribuídos varia de acordo com suas respectivas populações, sendo um mínimo de dois assentos por província, com exceção das Cidades Autônomas, cada uma com apenas um assento no total, e para as quais, portanto, as eleições são realizadas de fato por meio de um sistema de maioria simples.
Após a contagem dos votos, os assentos são distribuídas de acordo com o método d'Hondt em cada um dos círculos eleitorais. Somente as listas que ultrapassarem o limite eleitoral de 3% dos votos expressos são elegíveis para a distribuição de assentos. Na prática, este limite é mais alto nos círculos eleitorais com poucos assentos a serem preenchidos. Por exemplo, o limite é na verdade de 25% nas províncias com apenas três assentos. O voto em branco é reconhecido e contado como voto válido, o que eleva ligeiramente o limiar real em comparação com um sistema convencional, em que eles não são reconhecidos.
| Circunscrições                                                                        | Deputados |
| ------------------------------------------------------------------------------------- | --------- |
| Madrid ( 1)                                                                           | 35        |
| Barcelona                                                                             | 31        |
| Valência                                                                              | 16        |
| Sevilha ( 1)                                                                          | 12        |
| Alicante                                                                              | 11        |
| Málaga                                                                                | 10        |
| Biscaia, Cádiz, Corunha e Múrcia                                                      | 9         |
| Astúrias ( 1), Ilhas Baleares ( 1), Las Palmas ( 1)                                   | 8         |
| Córdova, Granada, Pontevedra ( 1), Santa Cruz de Tenerife e Saragoça                  | 7         |
| Badajoz, Girona ( 1), Guipúscoa, Jaén, Tarragona                                      | 6         |
| Almería, Cantábria, Castelló, Cidade Real, Huelva, León, Navarra, Toledo e Valladolid | 5         |
| Álava, Albacete, Burgos, Cáceres ( 1), Lérida, Lugo, Ourense, La Rioja e Salamanca    | 4         |
| Ávila, Cuenca, Guadalajara, Huesca, Palência, Segóvia, Soria, Teruel e Zamora         | 3         |
| Ceuta e Melilla                                                                       | 1         |

### Para o Senado

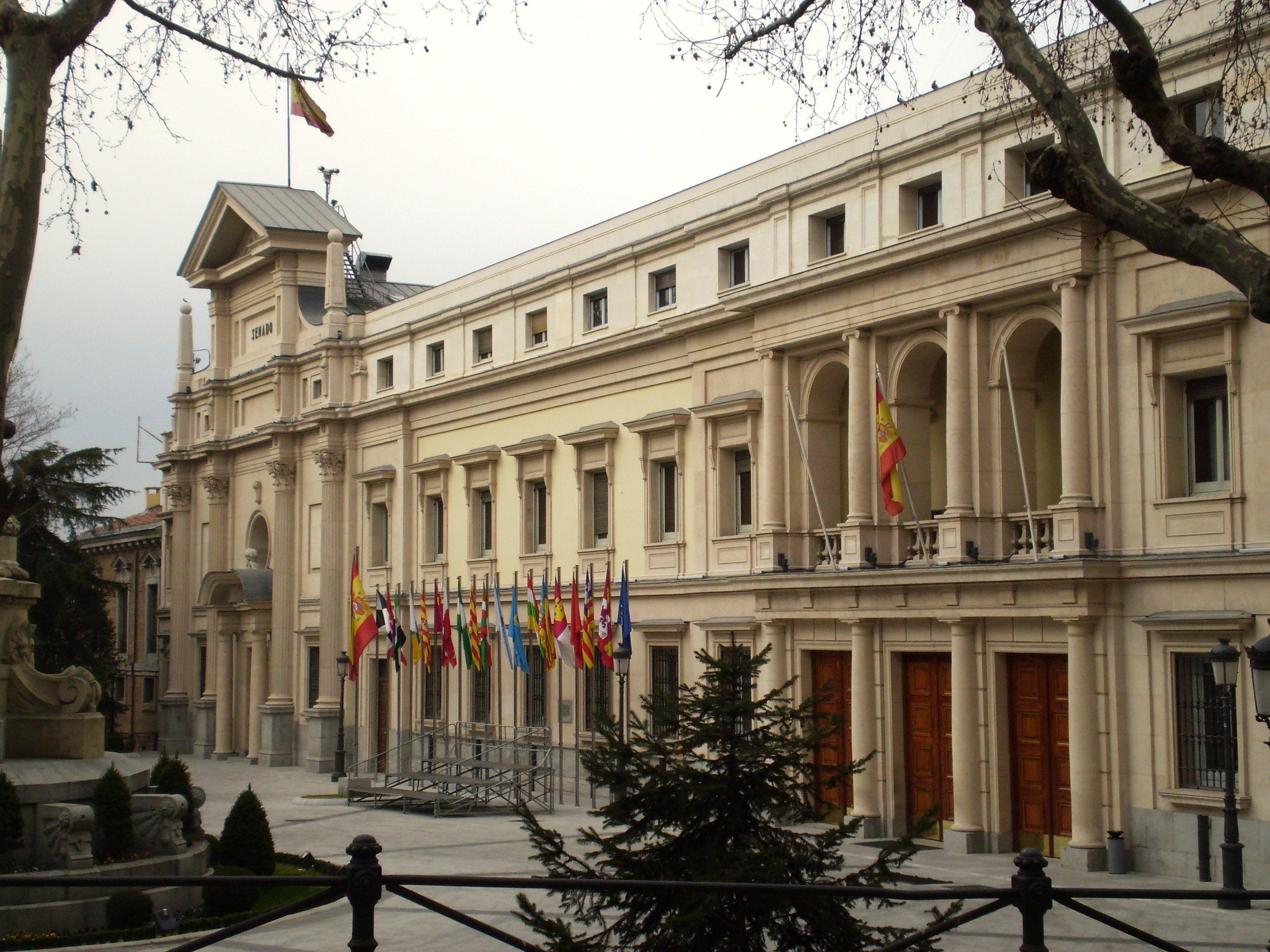
O Palácio do Senado.

O Senado é composto por 259 senadores, dos quais 208 são eleitos diretamente, enquanto os 51 restantes são eleitos pelos parlamentos das 17 Comunidades Autônomas.
Os senadores eleitos pelo povo são escolhidos por maioria de vários membros em 59 circunscrições eleitorais que correspondem às províncias do país e Ceuta e Melilla, com exceção das comunidades formadas pelos arquipélagos das Ilhas Baleares e Ilhas Canárias. As principais ilhas dos arquipélagos das Baleares e Canárias têm suas próprias circunscrições. Assim, há quatro senadores para cada uma das 47 províncias da península, três senadores para as ilhas de Grã-Canária, Maiorca e Tenerife, dois senadores para Ceuta e Melilla respectivamente, e um senador para as ilhas de Minorca, Fuerteventura, La Gomera, Ibiza-Formentera, El Hierro, Lanzarote, e La Palma.
As Assembléias Legislativas das Comunidades Autônomas também designam senadores, um por comunidade, mais um assento adicional para cada 1 milhão de habitantes. O número de senadores varia de acordo com as tendências demográficas. Em março de 2004, havia 51 senadores. Essas eleições indiretas são realizadas por cada assembleia comunitária logo após sua renovação e, portanto, não coincidem necessariamente com as eleições populares.

### Data da eleição
O mandato de cada câmara das Cortes Gerais - o Congresso e o Senado - expira quatro anos após a data de sua eleição anterior, a menos que tenham sido dissolvidas antes. O decreto eleitoral deve ser emitido o mais tardar no vigésimo quinto dia anterior à data de expiração das Cortes, caso o primeiro-ministro não fizer uso da sua prerrogativa de dissolução antecipada. O decreto deve ser publicado no dia seguinte no Boletim Oficial do Estado (BOE), ocorrendo a eleição no 54.º dia após a publicação. A eleição anterior foi realizada em 12 de março de 2000, o que significava que o mandato da legislatura terminaria em 12 de março de 2004. O decreto eleitoral deveria ser publicado no BOE o mais tardar em 17 de fevereiro de 2004, com a eleição ocorrendo no quinquagésimo quarto dia após a publicação, fixando a última data de eleição possível para as Cortes Gerais no domingo, 11 de abril de 2004.
Em 9 de janeiro de 2004, foi anunciado que as eleições gerais seriam realizadas em 14 de março, com a dissolução das Cortes em 20 de janeiro. A data das eleições foi acordada com o presidente da Andaluzia, Manuel Chaves, de forma a ser realizada em simultâneo com as eleições regionais da Andaluzia de 2004.

## Campanha eleitoral

### Principais forças políticas
A tabela a seguir mostra as principais forças políticas espanholas até o momento da eleição:
| Partido Político | Partido Político                                                                                 | Partido Político | Candidato Principal                                         | Ideologia                                                                     | Resultados em 2000                           |
| ---------------- | ------------------------------------------------------------------------------------------------ | ---------------- | ----------------------------------------------------------- | ----------------------------------------------------------------------------- | -------------------------------------------- |
|                  | Partido Popular castelhano: Partido Popular                                                      | PP               | Mariano Rajoy Deputado por Pontevedra                       | Centro-direita e direita Conservadorismo liberal, democracia cristã           | 44,5 % dos votos 183 deputados 127 senadores |
|                  | Partido Socialista Operário Espanhol castelhano: Partido Socialista Obrero Español               | PSOE             | José Luis Rodríguez Zapatero Deputado por León              | Centro-esquerda Social-democracia, progressismo                               | 34,2 % dos votos 125 deputados 60 senadores  |
|                  | Esquerda Unida castelhano: Izquierda Unida                                                       | IU               | Gaspar Llamazares Deputado pelas Astúrias                   | Esquerda à Extrema-esquerda Comunismo, socialismo democrático, republicanismo | 5,5 % dos votos 8 deputados 0 senadores      |
|                  | Convergência e União catalão: Convergència i Unió                                                | CiU              | Josep Antoni Duran i Lleida Deputado regional por Barcelona | Centro-direita Catalanismo, conservadorismo liberal, democracia cristã        | 4,2 % dos votos 15 deputados 8 senadores     |
|                  | Partido Nacionalista Basco castelhano: Partido Nacionalista Vasco basco: Euzko Alderdi Jeltzalea | EAJ/PNV          | Josu Erkoreka Deputado por Biscaia                          | Centro-direita Nacionalismo basco, democracia cristã, regionalismo            | 1,5 % dos votos 7 deputados 6 senadores      |

### Pesquisas Eleitorais
O gráfico abaixo é um resumo dos resultados das pesquisas eleitorais realizadas na Espanha desde as eleições de 12 de março de 2000:

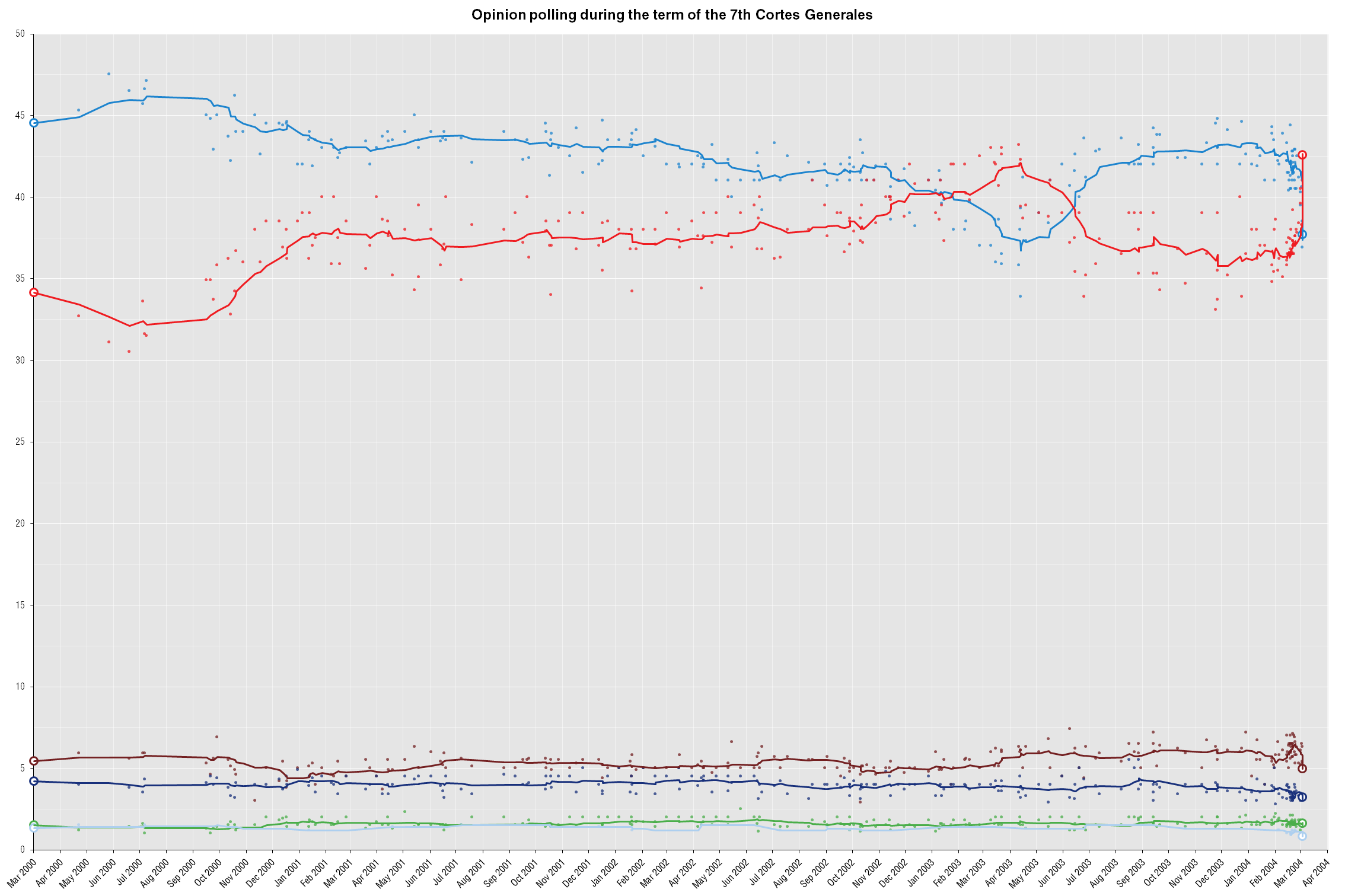
Gráfico mostrando os resultados das pesquisas desde as eleições gerais de 2000.

### Atentados em Madrid
Em 11 de março de 2004, uma série de ataques terroristas atingiram os trens metropolitanos em Madrid, matando quase 200 pessoas. O governo espanhol acusou imediatamente a organização separatista basca Euskadi Ta Askatasuna (ETA). O ETA negou responsabilidade no dia seguinte, e posteriormente os atentados foram reivindicados pelos islamistas da Al-Qaeda no final do dia. Apesar disso, o executivo voltou a insistir que o massacre havia sido causado pelo grupo terrorista basco, obviamente procurando evitar um vínculo entre os ataques e a participação da Espanha na guerra do Iraque, já que Osama bin Laden havia ameaçado o país com represálias no mês de outubro anterior.
Na noite de 12 de março, mais de 11 milhões de espanhóis saíram às ruas para mostrar sua oposição ao terrorismo e sua solidariedade com as vítimas. Em várias manifestações, os manifestantes clamaram ao governo: "Quem fez isso?". Em Barcelona, o líder catalão do PP Josep Piqué e o Ministro da Economia Rodrigo Rato tiveram de ser colocados sob proteção policial, depois de serem descritos como "assassinos" por alguns manifestantes. No dia seguinte, cerca de 5 000 pessoas se reuniram em frente à sede do Partido Popular na Rua Gênova, em Madrid, exigindo "a verdade antes da votação", tendo a manifestação sido convocada por meio de mensagens de texto SMS, uma novidade na história espanhola e contendo vários slogans hostis à guerra no Iraque e acusações de manipulação de informação por parte do então poder executivo do país. O cenário se repetiu em uma dúzia de outras cidades na Espanha, como Bilbau, Gijón, Oviedo, Valência, Palma de Mallorca, Santiago de Compostela, Alicante, Granada, Las Palmas, Sevilha, Zaragoza, Burgos e Badajoz.

## Resultados Oficiais

### Congresso de Deputados
| Partido                 | Partido                              | Votos         | %               | +/-           | Deputados     | +/-           |
| ----------------------- | ------------------------------------ | ------------- | --------------- | ------------- | ------------- | ------------- |
|                         | Partido Socialista Operário Espanhol | 11 026 163    | 42,59 / 100,00  | 8,42          | 164 / 350     | 39            |
|                         | Partido Popular                      | 9 763 144     | 37,71 / 100,00  | 6,81          | 148 / 350     | 35            |
|                         | Esquerda Unida                       | 1 284 081     | 4,96 / 100,00   | 0,49          | 5 / 350       | 4             |
|                         | Convergência e União                 | 835 471       | 3,23 / 100,00   | 0,96          | 10 / 350      | 5             |
|                         | Esquerda Republicana da Catalunha    | 652 196       | 2,52 / 100,00   | 1,68          | 8 / 350       | 7             |
|                         | Partido Nacionalista Basco           | 420 980       | 1,63 / 100,00   | 0,13          | 7 / 350       | Estável       |
|                         | Coligação Canária                    | 235 221       | 0,91 / 100,00   | 0,16          | 3 / 350       | 1             |
|                         | Bloco Nacionalista Galego            | 208 688       | 0,81 / 100,00   | 0,51          | 2 / 350       | 1             |
|                         | Chunta Aragonesista                  | 94 252        | 0,36 / 100,00   | 0,03          | 1 / 350       | Estável       |
|                         | Eusko Alkartasuna                    | 80 905        | 0,31 / 100,00   | 0,12          | 1 / 350       | Estável       |
|                         | Nafarroa Bai                         | 61 045        | 0,24 / 100,00   | Novo          | 1 / 350       | Novo          |
|                         | Outros (com menos de 1,00%)          | 821 358       | 3,10 / 100,00   |               | 0 / 350       |               |
| Votos Inválidos         | Votos Inválidos                      | 671 932       | 2,59 / 100,00   | 0,33          |               |               |
| Total                   | Total                                | 26 155 436    | 100,00 / 100,00 |               | 350 / 350     |               |
| Eleitorado/Participação | Eleitorado/Participação              | 34 571 831    | 75,66 / 100,00  | 6,95          |               |               |
| Fonte                   | Fonte                                | [ 49 ] [ 50 ] | [ 49 ] [ 50 ]   | [ 49 ] [ 50 ] | [ 49 ] [ 50 ] | [ 49 ] [ 50 ] |
|                         |                                      |               |                 |               |               |               |

### Senado
|         |                                                  |           |     |
| Partido | Partido                                          | Senadores | +/- |
|         | Partido Popular                                  | 102 / 208 | 25  |
|         | Partido Socialista Operário Espanhol             | 81 / 208  | 28  |
|         | Acordo Catalão pelo Progresso (PSC-ERC-ICV-EUiA) | 12 / 208  | 4   |
|         | Partido Nacionalista Basco (EAJ/PNV)             | 6 / 208   | 8px |
|         | Convergência e União (CiU)                       | 4 / 208   | 4   |
|         | Coligação Canária (CC)                           | 3 / 208   | 2   |
| Total   | Total                                            | 208 / 208 |     |

## Resultados por comunidades autónomas
| Comunidade autónoma | %    | D    | %    | D   | %   | D   | %    | D   | %    | D   | %    | D   | %    | D  | %    | D   | %    | D   | %   | D  | %    | D  | D   | Votantes   |
| Comunidade autónoma | PSOE | PSOE | PP   | PP  | IU  | IU  | CiU  | CiU | ERC  | ERC | PNV  | PNV | CC   | CC | BNG  | BNG | CHA  | CHA | EA  | EA | NB   | NB | D   | Votantes   |
| ------------------- | ---- | ---- | ---- | --- | --- | --- | ---- | --- | ---- | --- | ---- | --- | ---- | -- | ---- | --- | ---- | --- | --- | -- | ---- | -- | --- | ---------- |
| Andaluzia           | 52,9 | 38   | 33,7 | 23  | 6,4 | -   | -    | -   | -    | -   | -    | -   | -    | -  | -    | -   | -    | -   | -   | -  | -    | -  | 61  | 4 525 053  |
| Aragão              | 41,3 | 7    | 36,5 | 5   | 2,8 | -   | -    | -   | -    | -   | -    | -   | -    | -  | -    | -   | 12,1 | 1   | -   | -  | -    | -  | 13  | 785 732    |
| Astúrias            | 43,4 | 4    | 43,8 | 4   | 8,4 | -   | -    | -   | -    | -   | -    | -   | -    | -  | -    | -   | -    | -   | -   | -  | -    | -  | 8   | 707 557    |
| Baleares            | 39,5 | 4    | 45,9 | 4   | PRO | PRO | -    | -   | PRO  | PRO | -    | -   | -    | -  | -    | -   | -    | -   | -   | -  | -    | -  | 8   | 473 481    |
| Canárias            | 34,5 | 6    | 35,4 | 6   | 1,9 | -   | -    | -   | -    | -   | -    | -   | 24,3 | 3  | -    | -   | -    | -   | -   | -  | -    | -  | 15  | 972 476    |
| Cantábria           | 40,9 | 2    | 51,9 | 3   | 3,3 | -   | -    | -   | -    | -   | -    | -   | -    | -  | -    | -   | -    | -   | -   | -  | -    | -  | 5   | 370 070    |
| Castela e Leão      | 41,9 | 14   | 50,3 | 19  | 2,8 | -   | -    | -   | -    | -   | -    | -   | -    | -  | -    | -   | -    | -   | -   | -  | -    | -  | 34  | 1 695 923  |
| Castela-Mancha      | 46,5 | 9    | 47,4 | 11  | 3,4 | -   | -    | -   | -    | -   | -    | -   | -    | -  | -    | -   | -    | -   | -   | -  | -    | -  | 20  | 1 165 742  |
| Catalunha           | 39,5 | 21   | 15,6 | 6   | 5,8 | 2   | 20,8 | 10  | 15,9 | 8   | -    | -   | -    | -  | -    | -   | -    | -   | -   | -  | -    | -  | 47  | 4 032 589  |
| Ceuta               | 35,8 | -    | 59,2 | 1   | 0,6 | -   | -    | -   | -    | -   | -    | -   | -    | -  | -    | -   | -    | -   | -   | -  | -    | -  | 1   | 36 010     |
| Com. Valenciana     | 42,5 | 14   | 46,8 | 17  | 4,7 | 1   | -    | -   | 0,5  | -   | -    | -   | -    | -  | -    | -   | -    | -   | -   | -  | -    | -  | 32  | 2 674 020  |
| Estremadura         | 51,2 | 5    | 42,4 | 1   | 3,5 | -   | -    | -   | -    | -   | -    | -   | -    | -  | -    | -   | -    | -   | -   | -  | -    | -  | 10  | 701 810    |
| Galiza              | 37,2 | 10   | 47,2 | 12  | 1,7 | -   | -    | -   | -    | -   | -    | -   | -    | -  | 11,4 | 2   | -    | -   | -   | -  | -    | -  | 24  | 1 848 814  |
| Madrid              | 44,1 | 16   | 45,0 | 17  | 6,4 | 2   | -    | -   | -    | -   | -    | -   | -    | -  | -    | -   | -    | -   | -   | -  | -    | -  | 35  | 3 519 243  |
| Melilha             | 41,4 | -    | 54,6 | 1   | 0,8 | -   | -    | -   | -    | -   | -    | -   | -    | -  | -    | -   | -    | -   | -   | -  | -    | -  | 1   | 27 432     |
| Múrcia              | 35,0 | 3    | 57,4 | 6   | 4,3 | -   | -    | -   | -    | -   | -    | -   | -    | -  | -    | -   | -    | -   | -   | -  | -    | -  | 9   | 725 266    |
| Navarra             | 33,6 | 2    | 37,6 | 2   | 5,9 | -   | -    | -   | -    | -   | NB   | NB  | -    | -  | -    | -   | -    | -   | NB  | NB | 18,0 | 1  | 1   | 355 339    |
| País Basco          | 27,2 | 7    | 18,9 | 4   | 8,2 | -   | -    | -   | -    | -   | 33,7 | 7   | -    | -  | -    | -   | -    | -   | 6,5 | 1  | -    | -  | 19  | 1 352 334  |
| La Rioja            | 44,0 | 2    | 49,9 | 2   | 2,8 | -   | -    | -   | -    | -   | -    | -   | -    | -  | -    | -   | -    | -   | -   | -  | -    | -  | 4   | 186 545    |
| Espanha             | 42,6 | 164  | 37,7 | 148 | 5,0 | 5   | 3,2  | 10  | 2,5  | 8   | 1,6  | 7   | 0,9  | 3  | 0,8  | 2   | 0,4  | 1   | 0,3 | 1  | 0,2  | 1  | 350 | 26 155 436 |

#### Andaluzia
| Partido                 | Partido                              | Votos     | %               | +/-  | Deputados | +/- |
| ----------------------- | ------------------------------------ | --------- | --------------- | ---- | --------- | --- |
|                         | Partido Socialista Operário Espanhol | 2 377 455 | 52,86 / 100,00  | 9,00 | 38 / 61   | 8   |
|                         | Partido Popular                      | 1 514 987 | 33,69 / 100,00  | 6,88 | 23 / 61   | 2   |
|                         | Esquerda Unida                       | 287 374   | 6,39 / 100,00   | 1,43 | 0 / 61    | 3   |
|                         | Partido Andaluz                      | 181 868   | 4,04 / 100,00   | 1,07 | 0 / 61    | 1   |
|                         | Outros (com menos de 1,00%)          | 61 284    | 1,38 / 100,00   |      | 0 / 61    |     |
| Votos Inválidos         | Votos Inválidos                      | 102 085   | 2,26 / 100,00   | 0,19 |           |     |
| Total                   | Total                                | 4 525 053 | 100,00 / 100,00 |      | 61 / 61   | 1   |
| Eleitorado/Participação | Eleitorado/Participação              | 6 051 769 | 74,77 / 100,00  | 6,00 |           |     |

#### Aragão
| Partido                 | Partido                              | Votos     | %               | +/-   | Deputados | +/-     |
| ----------------------- | ------------------------------------ | --------- | --------------- | ----- | --------- | ------- |
|                         | Partido Socialista Operário Espanhol | 322 428   | 41,28 / 100,00  | 10,20 | 7 / 13    | 3       |
|                         | Partido Popular                      | 284 893   | 36,48 / 100,00  | 10,75 | 5 / 13    | 3       |
|                         | Chunta Aragonesista                  | 94 252    | 12,07 / 100,00  | 1,65  | 1 / 13    | Estável |
|                         | Partido Aragonês                     | 36 540    | 4,68 / 100,00   | 0,70  | 0 / 13    | Estável |
|                         | Esquerda Unida                       | 21 836    | 2,80 / 100,00   | 0,71  | 0 / 13    | Estável |
|                         | Outros (com menos de 1,00%)          | 5 373     | 0,67 / 100,00   |       | 0 / 13    |         |
| Votos Inválidos         | Votos Inválidos                      | 20 410    | 2,61 / 100,00   | 0,45  |           |         |
| Total                   | Total                                | 785 732   | 100,00 / 100,00 |       | 13 / 13   |         |
| Eleitorado/Participação | Eleitorado/Participação              | 1 019 923 | 77,04 / 100,00  | 5,65  |           |         |

#### Astúrias
| Partido                 | Partido                              | Votos   | %               | +/-  | Deputados | +/- |
| ----------------------- | ------------------------------------ | ------- | --------------- | ---- | --------- | --- |
|                         | Partido Popular                      | 307 977 | 43,77 / 100,00  | 2,56 | 4 / 8     | 1   |
|                         | Partido Socialista Operário Espanhol | 305 240 | 43,38 / 100,00  | 6,36 | 4 / 8     | 1   |
|                         | Esquerda Unida                       | 59 253  | 8,42 / 100,00   | 1,84 | 0 / 8     | 1   |
|                         | Outros (com menos de 1,00%)          | 16 732  | 2,38 / 100,00   |      | 0 / 8     |     |
| Votos Inválidos         | Votos Inválidos                      | 18 355  | 2,60 / 100,00   | 0,26 |           |     |
| Total                   | Total                                | 707 557 | 100,00 / 100,00 |      | 8 / 8     | 1   |
| Eleitorado/Participação | Eleitorado/Participação              | 986 352 | 71,73 / 100,00  | 4,74 |           |     |

#### Baleares
| Partido                 | Partido                                               | Votos   | %               | +/-   | Deputados | +/-     |
| ----------------------- | ----------------------------------------------------- | ------- | --------------- | ----- | --------- | ------- |
|                         | Partido Popular                                       | 215 737 | 45,89 / 100,00  | 7,98  | 4 / 8     | 1       |
|                         | Partido Socialista Operário Espanhol                  | 185 623 | 39,48 / 100,00  | 10,20 | 4 / 8     | 2       |
|                         | Progressistas pelas Ilhas Baleares (PSM-EN-IU-EV-ERC) | 40 289  | 8,57 / 100,00   | 4,07  | 0 / 8     | Estável |
|                         | União Maiorquina                                      | 10 558  | 2,25 / 100,00   | 0,15  | 0 / 8     | Estável |
|                         | Outros (com menos de 1,00%)                           | 8 839   | 1,90 / 100,00   |       | 0 / 8     |         |
| Votos Inválidos         | Votos Inválidos                                       | 12 435  | 2,64 / 100,00   | 0,49  |           |         |
| Total                   | Total                                                 | 473 481 | 100,00 / 100,00 |       | 8 / 8     | 1       |
| Eleitorado/Participação | Eleitorado/Participação                               | 687 834 | 68,84 / 100,00  | 7,41  |           |         |

#### Canárias
| Partido                 | Partido                              | Votos     | %               | +/-   | Deputados | +/-     |
| ----------------------- | ------------------------------------ | --------- | --------------- | ----- | --------- | ------- |
|                         | Partido Popular                      | 342 672   | 35,44 / 100,00  | 6,37  | 6 / 15    | 1       |
|                         | Partido Socialista Operário Espanhol | 333 084   | 34,45 / 100,00  | 12,26 | 6 / 15    | 3       |
|                         | Coligação Canária                    | 235 221   | 24,33 / 100,00  | 5,23  | 3 / 15    | 1       |
|                         | Esquerda Unida                       | 18 612    | 1,93 / 100,00   | 0,48  | 0 / 15    | Estável |
|                         | Os Verdes - Grupo Verde              | 11 033    | 1,14 / 100,00   | Novo  | 0 / 15    | Novo    |
|                         | Outros (com menos de 1,00%)          | 15 842    | 1,64 / 100,00   |       | 0 / 15    |         |
| Votos Inválidos         | Votos Inválidos                      | 16 012    | 1,65 / 100,00   | 0,14  |           |         |
| Total                   | Total                                | 972 476   | 100,00 / 100,00 |       | 15 / 15   | 1       |
| Eleitorado/Participação | Eleitorado/Participação              | 1 457 938 | 66,70 / 100,00  | 6,03  |           |         |

#### Cantábria
| Partido                 | Partido                              | Votos   | %               | +/-  | Deputados | +/-     |
| ----------------------- | ------------------------------------ | ------- | --------------- | ---- | --------- | ------- |
|                         | Partido Popular                      | 190 383 | 51,90 / 100,00  | 4,94 | 3 / 5     | Estável |
|                         | Partido Socialista Operário Espanhol | 149 906 | 40,87 / 100,00  | 7,40 | 2 / 5     | Estável |
|                         | Esquerda Unida                       | 12 146  | 3,31 / 100,00   | 1,71 | 0 / 5     | Estável |
|                         | Outros (com menos de 1,00%)          | 6 124   | 1,68 / 100,00   |      | 0 / 5     |         |
| Votos Inválidos         | Votos Inválidos                      | 11 511  | 3,13 / 100,00   | 0,45 |           |         |
| Total                   | Total                                | 370 070 | 100,00 / 100,00 |      | 5 / 5     |         |
| Eleitorado/Participação | Eleitorado/Participação              | 479 189 | 77,23 / 100,00  | 5,42 |           |         |

#### Castela e Leão
| Partido                 | Partido                              | Votos     | %               | +/-  | Deputados | +/-     |
| ----------------------- | ------------------------------------ | --------- | --------------- | ---- | --------- | ------- |
|                         | Partido Popular                      | 846 623   | 50,31 / 100,00  | 5,37 | 19 / 33   | 3       |
|                         | Partido Socialista Operário Espanhol | 705 053   | 41,90 / 100,00  | 9,73 | 14 / 33   | 3       |
|                         | Esquerda Unida                       | 47 693    | 2,83 / 100,00   | 1,61 | 0 / 33    | Estável |
|                         | Outros (com menos de 1,00%)          | 49 819    | 2,95 / 100,00   |      | 0 / 33    |         |
| Votos Inválidos         | Votos Inválidos                      | 46 735    | 2,77 / 100,00   | 0,02 |           |         |
| Total                   | Total                                | 1 695 923 | 100,00 / 100,00 |      | 33 / 33   |         |
| Eleitorado/Participação | Eleitorado/Participação              | 2 179 521 | 77,81 / 100,00  | 5,24 |           |         |

#### Castela-Mancha
| Partido                 | Partido                              | Votos     | %               | +/-  | Deputados | +/-     |
| ----------------------- | ------------------------------------ | --------- | --------------- | ---- | --------- | ------- |
|                         | Partido Popular                      | 547 764   | 47,40 / 100,00  | 4,96 | 11 / 20   | 1       |
|                         | Partido Socialista Operário Espanhol | 537 405   | 46,50 / 100,00  | 5,72 | 9 / 20    | 1       |
|                         | Esquerda Unida                       | 39 001    | 3,37 / 100,00   | 0,98 | 0 / 20    | Estável |
|                         | Outros (com menos de 1,00%)          | 12 796    | 1,09 / 100,00   |      | 0 / 20    |         |
| Votos Inválidos         | Votos Inválidos                      | 28 776    | 2,48 / 100,00   | 0,35 |           |         |
| Total                   | Total                                | 1 165 742 | 100,00 / 100,00 |      | 20 / 20   |         |
| Eleitorado/Participação | Eleitorado/Participação              | 1 458 944 | 79,90 / 100,00  | 3,59 |           |         |

#### Catalunha
| Partido                 | Partido                                  | Votos     | %               | +/-   | Deputados | +/- |
| ----------------------- | ---------------------------------------- | --------- | --------------- | ----- | --------- | --- |
|                         | Partido dos Socialistas da Catalunha     | 1 586 748 | 39,47 / 100,00  | 5,34  | 21 / 47   | 4   |
|                         | Convergência e União                     | 835 471   | 20,78 / 100,00  | 8,01  | 10 / 47   | 5   |
|                         | Esquerda Republicana da Catalunha        | 638 902   | 15,89 / 100,00  | 10,25 | 8 / 47    | 7   |
|                         | Partido Popular                          | 626 107   | 15,58 / 100,00  | 7,21  | 6 / 47    | 6   |
|                         | Iniciativa pela Catalunha-Esquerda Unida | 234 790   | 5,84 / 100,00   | 0,07  | 2 / 47    | 1   |
|                         | Outros (com menos de 1,00%)              | 61 832    | 1,55 / 100,00   |       | 0 / 47    |     |
| Votos Inválidos         | Votos Inválidos                          | 48 739    | 1,21 / 100,00   | 0,70  |           |     |
| Total                   | Total                                    | 4 032 589 | 100,00 / 100,00 |       | 47 / 47   | 1   |
| Eleitorado/Participação | Eleitorado/Participação                  | 5 308 714 | 75,96 / 100,00  | 11,95 |           |     |

#### Ceuta
| Partido                 | Partido                              | Votos  | %               | +/-   | Deputados | +/-     |
| ----------------------- | ------------------------------------ | ------ | --------------- | ----- | --------- | ------- |
|                         | Partido Popular                      | 21 142 | 59,24 / 100,00  | 11,65 | 1 / 1     | Estável |
|                         | Partido Socialista Operário Espanhol | 12 769 | 35,78 / 100,00  | 17,78 | 0 / 1     | Estável |
|                         | Partido Socialista do Povo de Ceuta  | 807    | 2,26 / 100,00   | 0,32  | 0 / 1     | Estável |
|                         | Outros (com menos de 1,00%)          | 458    | 1,28 / 100,00   |       | 0 / 1     |         |
| Votos Inválidos         | Votos Inválidos                      | 834    | 2,33 / 100,00   | 0,27  |           |         |
| Total                   | Total                                | 36 010 | 100,00 / 100,00 |       | 1 / 1     |         |
| Eleitorado/Participação | Eleitorado/Participação              | 56 751 | 63,45 / 100,00  | 8,30  |           |         |

#### Comunidade Valenciana
| Partido                 | Partido                                      | Votos     | %               | +/-  | Deputados | +/-     |
| ----------------------- | -------------------------------------------- | --------- | --------------- | ---- | --------- | ------- |
|                         | Partido Popular                              | 1 242 800 | 46,78 / 100,00  | 5,33 | 17 / 32   | 1       |
|                         | Partido Socialista Operário Espanhol         | 1 127 700 | 42,45 / 100,00  | 8,45 | 14 / 32   | 2       |
|                         | Esquerda Unida                               | 123 611   | 4,65 / 100,00   | 1,17 | 1 / 32    | Estável |
|                         | Bloco Nacionalista Valenciano-Esquerda Verde | 40 759    | 1,53 / 100,00   | 0,88 | 0 / 32    | Estável |
|                         | Outros (com menos de 1,00%)                  | 82 877    | 3,14 / 100,00   |      | 0 / 32    |         |
| Votos Inválidos         | Votos Inválidos                              | 56 273    | 2,11 / 100,00   | 0,26 |           |         |
| Total                   | Total                                        | 2 674 020 | 100,00 / 100,00 |      | 32 / 32   |         |
| Eleitorado/Participação | Eleitorado/Participação                      | 3 440 892 | 77,71 / 100,00  | 5,01 |           |         |

#### Estremadura
| Partido                 | Partido                              | Votos   | %               | +/-  | Deputados | +/-     |
| ----------------------- | ------------------------------------ | ------- | --------------- | ---- | --------- | ------- |
|                         | Partido Socialista Operário Espanhol | 356 826 | 51,22 / 100,00  | 6,15 | 5 / 10    | Estável |
|                         | Partido Popular                      | 295 326 | 42,39 / 100,00  | 4,91 | 5 / 10    | 1       |
|                         | Esquerda Unida                       | 24 158  | 3,47 / 100,00   | 1,23 | 0 / 10    | Estável |
|                         | Outros (com menos de 1,00%)          | 11 447  | 1,64 / 100,00   |      | 0 / 10    |         |
| Votos Inválidos         | Votos Inválidos                      | 14 053  | 2,02 / 100,00   | 0,07 |           |         |
| Total                   | Total                                | 701 810 | 100,00 / 100,00 |      | 10 / 10   | 1       |
| Eleitorado/Participação | Eleitorado/Participação              | 885 410 | 79,26 / 100,00  | 3,84 |           |         |

#### Galiza
| Partido                 | Partido                              | Votos     | %               | +/-   | Deputados | +/-     |
| ----------------------- | ------------------------------------ | --------- | --------------- | ----- | --------- | ------- |
|                         | Partido Popular                      | 865 460   | 47,15 / 100,00  | 6,84  | 12 / 24   | 4       |
|                         | Partido Socialista Operário Espanhol | 682 684   | 37,19 / 100,00  | 13,48 | 10 / 24   | 4       |
|                         | Bloco Nacionalista Galego            | 208 688   | 11,37 / 100,00  | 7,25  | 2 / 24    | 1       |
|                         | Esquerda Unida                       | 31 908    | 1,74 / 100,00   | 0,46  | 0 / 24    | Estável |
|                         | Outros (com menos de 1,00%)          | 18 094    | 0,99 / 100,00   |       | 0 / 24    |         |
| Votos Inválidos         | Votos Inválidos                      | 41 980    | 2,28 / 100,00   | 0,26  |           |         |
| Total                   | Total                                | 1 848 814 | 100,00 / 100,00 |       | 24 / 24   | 1       |
| Eleitorado/Participação | Eleitorado/Participação              | 2 604 886 | 70,97 / 100,00  | 5,95  |           |         |

#### Madrid
| Partido                 | Partido                              | Votos     | %               | +/-   | Deputados | +/- |
| ----------------------- | ------------------------------------ | --------- | --------------- | ----- | --------- | --- |
|                         | Partido Popular                      | 1 576 636 | 45,02 / 100,00  | 7,50  | 17 / 35   | 2   |
|                         | Partido Socialista Operário Espanhol | 1 544 676 | 44,11 / 100,00  | 11,05 | 16 / 35   | 4   |
|                         | Esquerda Unida                       | 225 109   | 6,43 / 100,00   | 2,69  | 2 / 35    | 1   |
|                         | Outros (com menos de 1,00%)          | 83 319    | 2,41 / 100,00   |       | 0 / 35    |     |
| Votos Inválidos         | Votos Inválidos                      | 89 503    | 2,56 / 100,00   | 0,16  |           |     |
| Total                   | Total                                | 3 519 243 | 100,00 / 100,00 |       | 35 / 35   | 1   |
| Eleitorado/Participação | Eleitorado/Participação              | 4 458 540 | 78,93 / 100,00  | 6,85  |           |     |

#### Melilha
| Partido                 | Partido                              | Votos  | %               | +/-   | Deputados | +/-     |
| ----------------------- | ------------------------------------ | ------ | --------------- | ----- | --------- | ------- |
|                         | Partido Popular                      | 14 856 | 54,60 / 100,00  | 4,80  | 1 / 1     | Estável |
|                         | Partido Socialista Operário Espanhol | 11 273 | 41,43 / 100,00  | 21,01 | 0 / 1     | Estável |
|                         | Outros (com menos de 1,00%)          | 643    | 2,37 / 100,00   |       | 0 / 1     |         |
| Votos Inválidos         | Votos Inválidos                      | 660    | 2,42 / 100,00   | 0,40  |           |         |
| Total                   | Total                                | 27 432 | 100,00 / 100,00 |       | 1 / 1     |         |
| Eleitorado/Participação | Eleitorado/Participação              | 49 129 | 55,84 / 100,00  | 1,84  |           |         |

#### Múrcia
| Partido                 | Partido                              | Votos   | %               | +/-  | Deputados | +/-     |
| ----------------------- | ------------------------------------ | ------- | --------------- | ---- | --------- | ------- |
|                         | Partido Popular                      | 413 902 | 57,42 / 100,00  | 0,66 | 6 / 9     | Estável |
|                         | Partido Socialista Operário Espanhol | 252 246 | 35,00 / 100,00  | 2,62 | 3 / 9     | Estável |
|                         | Esquerda Unida                       | 30 787  | 4,27 / 100,00   | 1,97 | 0 / 9     | Estável |
|                         | Outros (com menos de 1,00%)          | 13 509  | 1,87 / 100,00   |      | 0 / 9     |         |
| Votos Inválidos         | Votos Inválidos                      | 14 822  | 2,05 / 100,00   | 0,41 |           |         |
| Total                   | Total                                | 725 266 | 100,00 / 100,00 |      | 9 / 9     |         |
| Eleitorado/Participação | Eleitorado/Participação              | 941 145 | 77,06 / 100,00  | 3,52 |           |         |

#### Navarra
| Partido                 | Partido                               | Votos   | %               | +/-   | Deputados | +/-     |
| ----------------------- | ------------------------------------- | ------- | --------------- | ----- | --------- | ------- |
|                         | Partido Popular-União do Povo Navarro | 127 653 | 37,60 / 100,00  | 12,29 | 2 / 5     | 1       |
|                         | Partido Socialista Operário Espanhol  | 113 906 | 33,55 / 100,00  | 6,23  | 2 / 5     | Estável |
|                         | Nafarroa Bai                          | 61 045  | 17,98 / 100,00  | Novo  | 1 / 5     | Novo    |
|                         | Esquerda Unida                        | 19 899  | 5,86 / 100,00   | 1,75  | 0 / 5     | Estável |
|                         | Convergência de Democratas de Navarra | 5 573   | 1,64 / 100,00   | 1,22  | 0 / 5     | Estável |
|                         | Outros (com menos de 1,00%)           | 4 693   | 1,38 / 100,00   |       | 0 / 5     |         |
| Votos Inválidos         | Votos Inválidos                       | 22 570  | 6,44 / 100,00   | 1,25  |           |         |
| Total                   | Total                                 | 355 339 | 100,00 / 100,00 |       | 5 / 5     |         |
| Eleitorado/Participação | Eleitorado/Participação               | 466 181 | 76,22 / 100,00  | 10,15 |           |         |

#### País Basco
| Partido                 | Partido                              | Votos     | %               | +/-   | Deputados | +/-     |
| ----------------------- | ------------------------------------ | --------- | --------------- | ----- | --------- | ------- |
|                         | Partido Nacionalista Basco           | 420 980   | 33,72 / 100,00  | 3,34  | 7 / 19    | Estável |
|                         | Partido Socialista Operário Espanhol | 339 751   | 27,22 / 100,00  | 3,91  | 7 / 19    | 3       |
|                         | Partido Popular                      | 235 785   | 18,89 / 100,00  | 9,37  | 4 / 19    | 3       |
|                         | Esquerda Unida                       | 102 342   | 8,20 / 100,00   | 2,75  | 0 / 19    | Estável |
|                         | Eusko Alkartasuna                    | 80 905    | 6,48 / 100,00   | 1,09  | 1 / 19    | Estável |
|                         | Aralar                               | 38 560    | 3,09 / 100,00   | Novo  | 0 / 19    | Novo    |
|                         | Outros (com menos de 1,00%)          | 13 105    | 1,05 / 100,00   |       | 0 / 19    |         |
| Votos Inválidos         | Votos Inválidos                      | 120 906   | 9,04 / 100,00   | 4,97  |           |         |
| Total                   | Total                                | 1 352 334 | 100,00 / 100,00 |       | 19 / 19   |         |
| Eleitorado/Participação | Eleitorado/Participação              | 1 803 937 | 74,97 / 100,00  | 11,13 |           |         |

#### La Rioja
| Partido                 | Partido                              | Votos   | %               | +/-  | Deputados | +/-     |
| ----------------------- | ------------------------------------ | ------- | --------------- | ---- | --------- | ------- |
|                         | Partido Popular                      | 92 441  | 49,94 / 100,00  | 4,16 | 2 / 4     | 1       |
|                         | Partido Socialista Operário Espanhol | 81 390  | 43,97 / 100,00  | 9,10 | 2 / 4     | 1       |
|                         | Esquerda Unida                       | 5 115   | 2,76 / 100,00   | 1,26 | 0 / 4     | Estável |
|                         | Outros (com menos de 1,00%)          | 2 326   | 1,25 / 100,00   |      | 0 / 4     |         |
| Votos Inválidos         | Votos Inválidos                      | 4 973   | 2,85 / 100,00   | 0,17 |           |         |
| Total                   | Total                                | 186 545 | 100,00 / 100,00 |      | 4 / 4     |         |
| Eleitorado/Participação | Eleitorado/Participação              | 234 776 | 79,46 / 100,00  | 5,25 |           |         |

## Consequências
Em 1 de abril, o Partido Socialista assinou um acordo com todas as forças políticas representadas nas Cortes Gerais, com exceção do Partido Popular, a fim de distribuir as presidências, vice-presidências e secretarias das câmaras. Segundo este acordo, o deputado socialista Manuel Marín foi eleito Presidente do Congresso dos Deputados no dia seguinte por 202 votos a favor e 142 votos em branco, enquanto o senador socialista Javier Rojo foi eleito Presidente do Senado por 127 votos, contra 123 da senadora conservadora Rosa Vindel; no Congresso, a segunda vice-presidência foi para o nacionalista catalão Jordi Vilajoana, que se beneficiou do acordo assinado na véspera.
Após dois dias de negociações com os partidos representados nas Cortes, o rei João Carlos I informou ao novo presidente do Congresso, Manuel Marín, em 7 de abril, que proporia José Luis Rodríguez Zapatero como candidato à presidência do governo. Durante os encontros mantidos com o rei, todos os partidos - com exceção do Partido Popular - anunciaram sua intenção de votar em Zapatero na indicação parlamentar. No dia 16 de abril, após dois dias de debate, Zapatero tomou posse como Presidente do Governo, recebendo 183 votos a favor, 148 contra e 19 abstenções, tendo recebido o voto favorável da Esquerda Republicana da Catalunha, Esquerda Unida, da Coligação Canária, do Bloco Nacionalista Galego e da Chunta Aragonesista. Ele tomou posse no dia seguinte e anunciou a composição de seu primeiro governo, que reuniu 16 ministros, dos quais oito eram mulheres, constituindo assim o primeiro executivo inteiramente igualitário da Espanha.